# NGC 824
NGC 824 је спирална галаксија у сазвежђу Пећ која се налази на NGC листи објеката дубоког неба.
Деклинација објекта је - 36° 27' 12" а ректасцензија 2h 6m 53,2s. Привидна величина (магнитуда) објекта NGC 824 износи 13,3 а фотографска магнитуда 14,1. NGC 824 је још познат и под ознакама ESO 354-37, MCG -6-5-28, PGC 8068.